# Миджер
Вулкан Миджер или Мигер — потенциально активный вулкан на территории Британской Колумбии, Канада. Комплекс вулканов. Последнее извержение было в 2350 до нашей эры. Возраст составляет примерно 234 млн. лет. Миджер — один из 5 активных вулканов Канады, как вулканы: Худу, Маунт Гарибальди, Маунт Эдзиза, Цекс. В комплексе 68 вулканов.

## Галерея

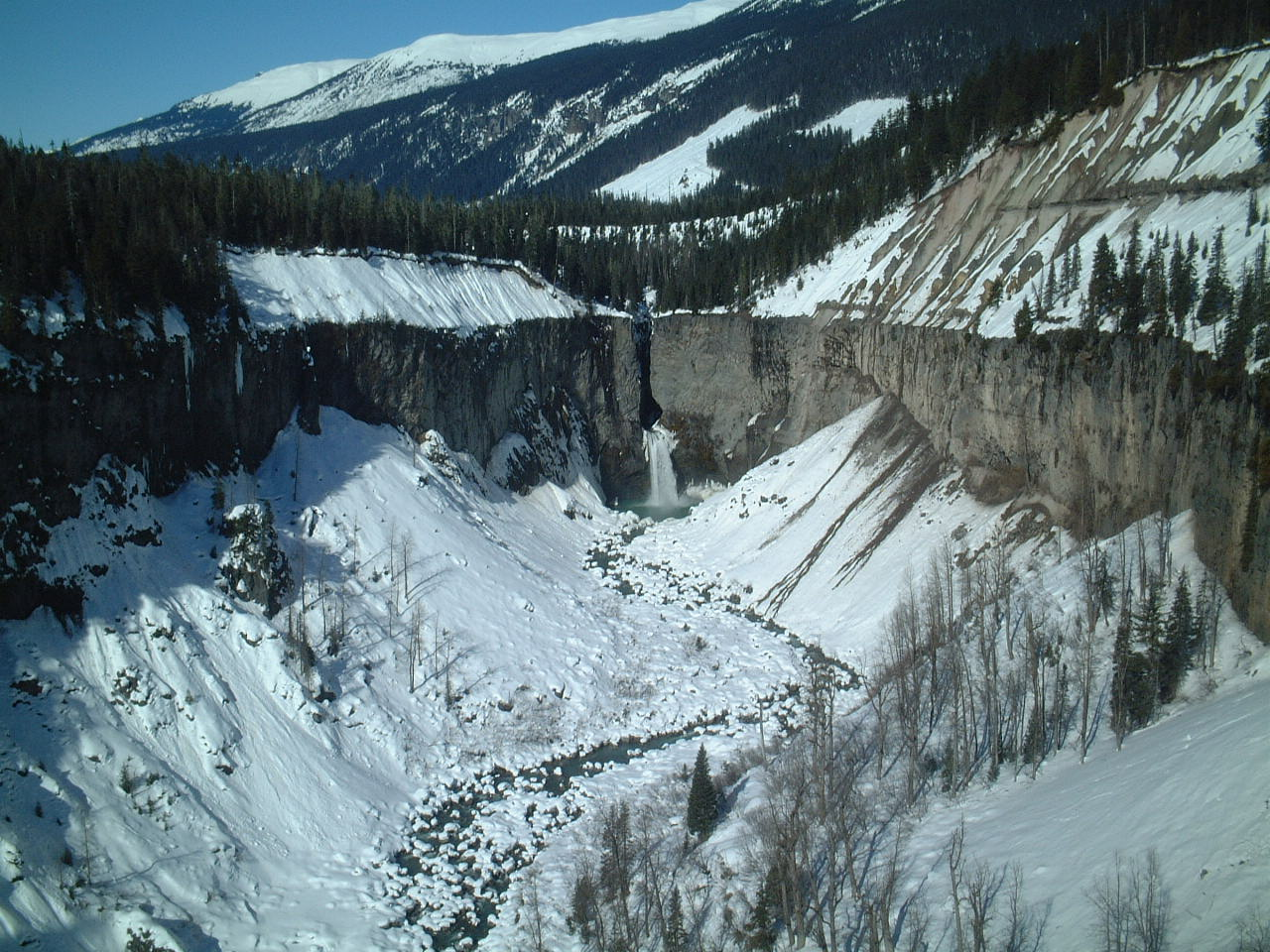
Остаток извержения произошедшего в 2350 до нашей эры
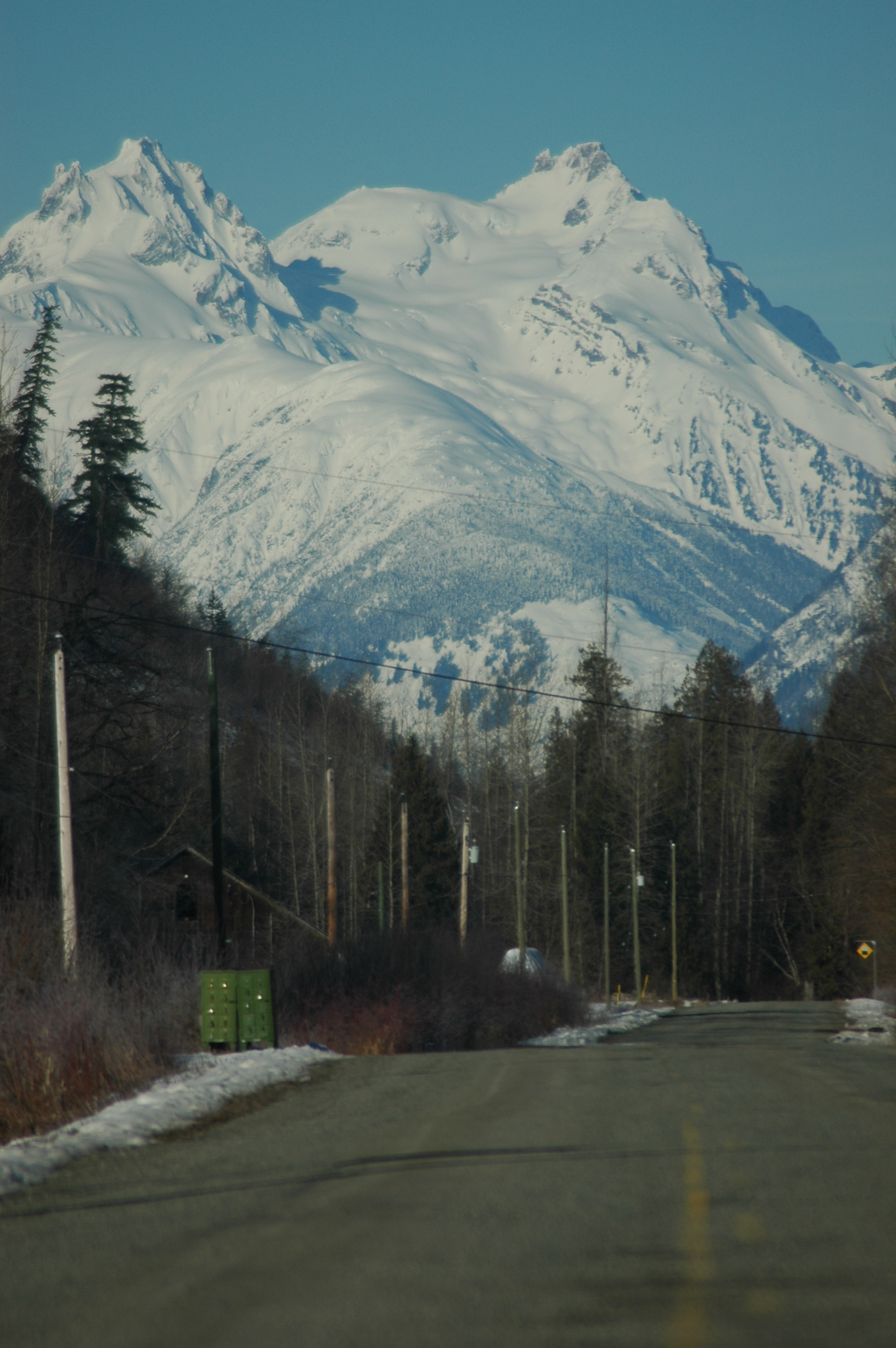
Вулкан Миджер